# Conuco
Le conuco (mot d'origine taïno) désigne, dans la Caraïbe, le mode traditionnel d'exploitation de la terre. Ce mode d'exploitation, axé sur une production vivrière, a été initié par les Arawaks, puis repris à leur arrivée par les Caraïbes.
Cette agriculture traditionnelle, constituant une « exploitation raisonnée de la terre », a été pratiquement détruite par l'arrivée des Européens, détruisant les modes de vie traditionnels et mettant en place les plantations.